# Белый Барс (хоккейный клуб, Белая Церковь)
«Бе́лый Барс» (укр. Білий Барс) — украинский профессиональный хоккейный клуб из Белой Церкви (Киевская область). Один из клубов-основателей Украинской хоккейной лиги.

## История
Основан в 2008 году в Броварах по инициативе бывших хоккеистов Виталия Федянина и Вадима Кирьяна на базе команды «Барс».
В сентябре 2008 года команда получила первый в своей истории трофей, «Кубок Федерации — открытие сезона». В дальнейшем команда продолжила выступления уже в чемпионате Украины (2008—2009), по итогам которого завоевала серебро.
В 2012 году клуб по инициативе Константина Ефименка переехал в Белую Церковь. Там 7 декабря того же года был открыт «Ледовый Стадион», который стал домашней ареной команды.
За годы своего существования ХК «Белый Барс» трижды становился призёром чемпионатов Украины по хоккею: в 2008, 2009, и 2014 годах. За «Белым Барсом» закрепилось имя команды, играющей до последней минуты.
25 июля 2011 года rke, стал соучредителем Объединения хоккейных клубов «Профессиональная хоккейная лига». Первый сезон в ПХЛ команда окончила на седьмом месте среди восьми участников.
3 июня 2016 года «Белый Барс» стал сооснователем реорганизованного Чемпионата Украины по хоккею — «Украинской хоккейной лиги».
ХК «Белый Барс» с самого начала делает ставку на молодых украинских спортсменов и в частности на белоцерковскую молодежь. Школу команды прошли многие хоккеисты, которые защищали цвета юниорской и молодежной сборных команд Украины. В частности, чемпионами во втором дивизионе молодежного первенства (U18) в 2011 году стали три «барса», а молодежного U20 в 2012 году — два. Поэтому клуб получил неформальное звание Кузница кадров, что является его главным достижением.
Сезон 2017/2018 стал пока лучшим в истории клуба — он занял 2 место в турнирной таблице (повторив результат сезона 2013/2014) и набрал 84 очка.
5 сентября 2019 Александр Бобкин (помощник главного тренера) стал старшим тренером юниорской сборной Украины (U-18).

## Юниоры «Белого Барса»

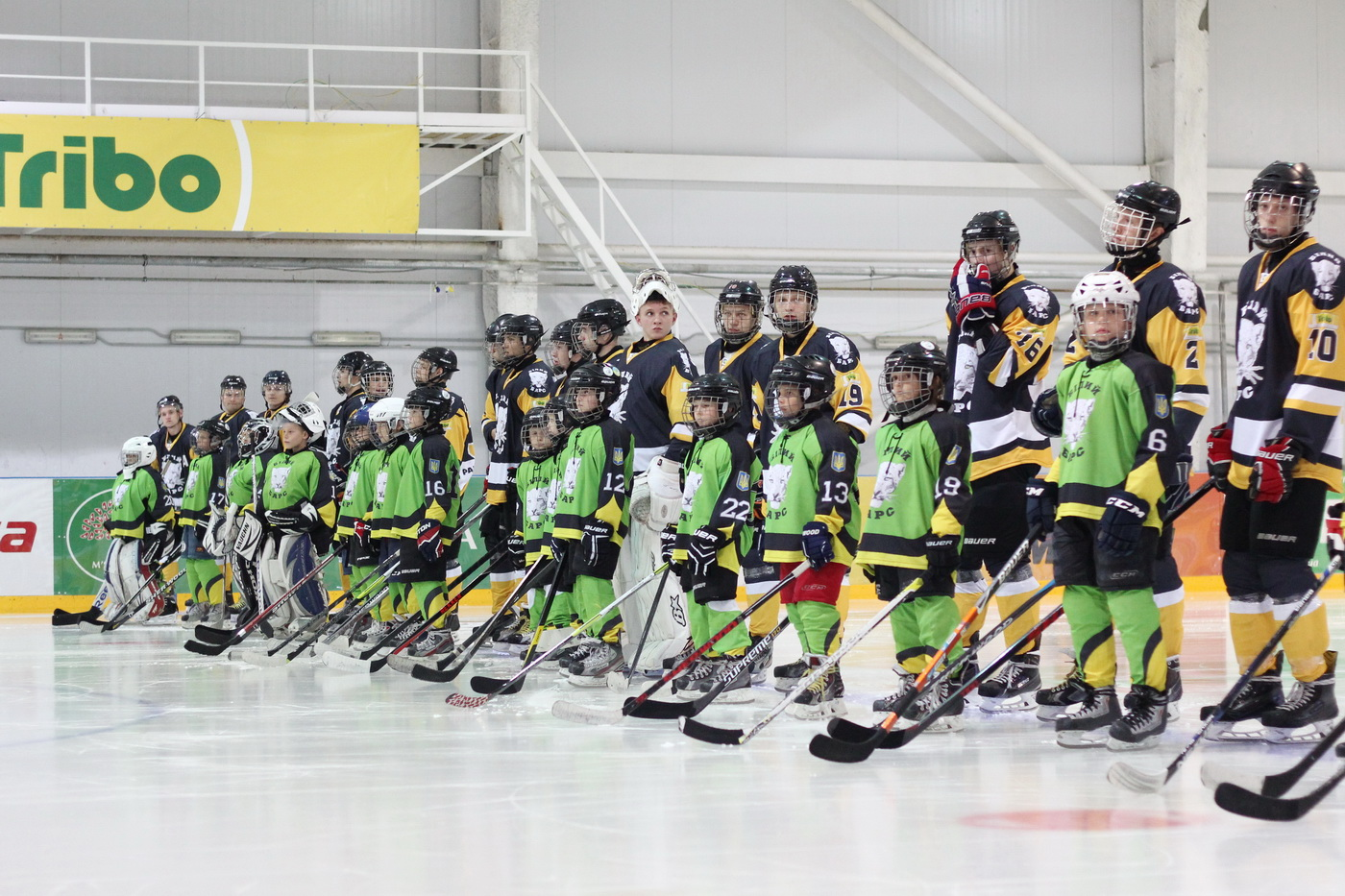
Юниоры ХК «Белый Барс» (сентябрь 2016)

На базе Ледовой арены в Белой Церкви работает ДЮСШ клуба, которая обучает детей хоккею с шайбой и фигурному катанию.
В клубе действуют детские команды возрастных категорий 2002—2003, 2005—2006, 2007—2008 и 2009—2011 годов рождения. Юниоры из Белой Церкви принимают участие в чемпионатах Украины и специализированных турнирах по хоккею.
В апреле 2018 года младшие хоккеисты клуба Михаил Васильев, Богдан Грицюк, Дмитрий Даниленко, Сергей Логач, Феликс Морозов выступили за Юниорскую сборную Украины по хоккею с шайбой (Первый дивизион группы B).
Лучшие результаты показали Даниленко (3 гола и 5 результативных передач), Морозов (4 и 3, соответственно), Логач и Васильев (по 1 успешной передаче). В общем зачёте среди всех юниоров Первого дивизиона группы B Даниленко занял вторую, а Морозов — 4 позицию. В отдельной таблице лучших бомбардиров-защитников Логач и Васильев заняли 13-те место. Грицюку не удалось попасть в рейтинги, впрочем при его участии ворота сборной выдержали натиск противников.
В сезоне 2018/2019 молодежная команда «Белого Барса» стала чемпионом Украины среди юниоров.

## Домашняя арена клуба

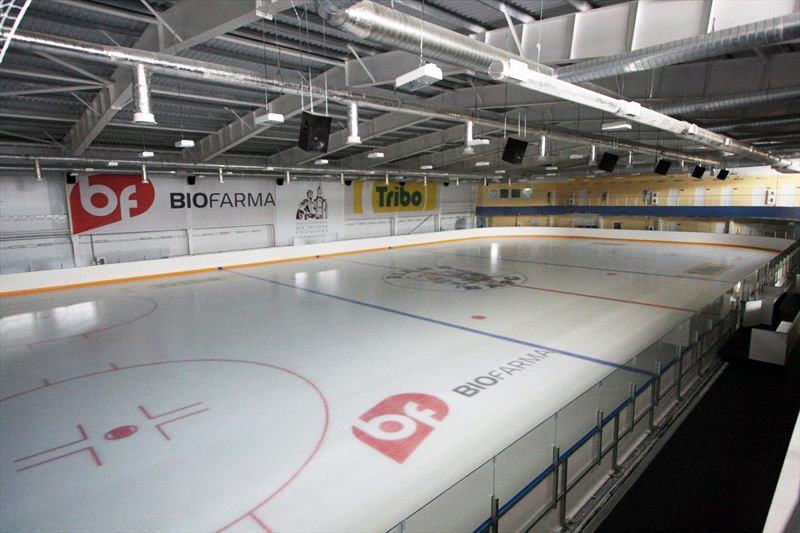
Ледовая арена «Белый Барс» (2012)

Двухэтажный «Ледовой Стадион» находится в городе Белая Церковь.
Комплекс включает каток общей площадью 1800 м² (30 × 60 м), зрительский зал на 375 мест, раздевалки для спортсменов и посетителей, помещения для судейского и тренерского состава, ложу для представителей СМИ, медицинский кабинет, помещение для проката снаряжения и кафетерий.
Среди технических новинок арены — оборудование системой «видеогол».

## Результаты по сезонам
Источники:.
Сокращения: И = Игры, В = Выигрыши, ВО = Выигрыши вне основного времени игры, ПО = Поражения вне основного времени игры, П = Поражения, ГЗ = Голов забито, ГП = Голов пропущено, О = Очки, Место = Место по результатам регулярного чемпионата
| Сезон     | Клуб                         | Лига | И  | В  | ВО | ПО | П  | ГЗ  | ГП  | О  | Место   | Плей-офф                       |
| 2008-2009 | «Белый Барс» (Бровары)       | ФХУ  | 29 | 16 | 2  | 2  | 9  | 163 | 117 | 54 | 2-е с 5 | Поражение в финале             |
| 2009-2010 | «Белый Барс» (Бровары)       | ФХУ  | 20 | 11 | 1  | 1  | 7  | 97  | 73  | 36 | 4-е с 6 | Поражение в матче за 3-е место |
| 2010-2011 | «Белый Барс» (Бровары)       | ФХУ  | 24 | 6  | 1  | 0  | 17 | 65  | 137 | 20 | 5-е с 7 | Поражение в четвертьфинале     |
| 2011-2012 | «Белый Барс» (Бровары)       | ПХЛ  | 42 | 6  | 1  | 3  | 32 | 84  | 196 | 23 | 7-е с 8 | Поражение в малом полуфинале   |
| 2012-2013 | «Белый Барс» (Белая Церковь) | ПХЛ  | 36 | 4  | 0  | 5  | 27 | 57  | 158 | 17 | 7-е с 7 | Не попали в плей-офф           |
| 2013-2014 | «Белый Барс» (Белая Церковь) | ФХУ  | 24 | 13 | 6  | 0  | 5  | 116 | 42  | 51 | 2-е с 5 | Поражение в финале             |
| 2015-2016 | «Белый Барс» (Белая Церковь) | ФХУ  | 42 | 19 | 0  | 1  | 22 | 150 | 214 | 58 | 5-е с 8 | Не попали в плей-офф           |
| 2016-2017 | «Белый Барс» (Белая Церковь) | УХЛ  | 40 | 8  | 2  | 1  | 29 | 96  | 192 | 29 | 5-е с 6 | Не попали в плей-офф           |
| 2017-2018 | «Белый Барс» (Белая Церковь) | УХЛ  | 40 | 27 | 0  | 3  | 10 | 199 | 105 | 84 | 2-е с 6 | Поражение в полуфинале         |
| 2018-2019 | «Белый Барс» (Белая Церковь) | УХЛ  | 40 | 13 | 1  | 1  | 25 | 100 | 164 | 42 | 4-е з 6 | Поражение в полуфинале         |

## Награды и достижения
- — результат плей-офф УХЛ[25] (2018).